# LET'S DANCE BABY
『LET'S DANCE BABY』（レッツ・ダンス・ベイビー）は、1979年1月25日に発売された山下達郎通算3作目（ソロとしては1作目）のシングル。

## 解説
「LET'S DANCE BABY」はアルバム『GO AHEAD!』からのリカットシングルで、アルバム収録曲と同内容。『GREATEST HITS! OF TATSURO YAMASHITA』と『OPUS 〜ALL TIME BEST 1975-2012〜』の2作のベスト・アルバムに収録されたほか、ライヴ・ヴァージョンがライブ・アルバム『JOY –TATSURO YAMASHITA LIVE–』にそれぞれ収録された。
元々は、ザ・キング・トーンズのために書き下ろされた曲。ある日、アルバム用に曲を書いてほしいと東芝のディレクターからの電話を受け、行ってみるとすでに出来ていた3曲分の歌詞を渡された。吉岡治の詞2曲と、クリス・モズデルの英語詞が1曲。そのうちのひとつがこの曲だった。当時ソロ活動に行き詰ってきていて、曲作りのモチベーションが上がらず、自分用の曲が全然出来なかったため、この曲もアルバムのレコーディング・リストに加えたところ、この曲の経緯を知らないディレクター小杉理宇造が「これはいい。この曲をシングルにしよう」と、アルバム4作目にして初のシングル曲となったという。“心臓に指鉄砲”の箇所にシャレで入れたピストルのSEを、ある時2人の客がクラッカーで真似をして、それが全国に拡がっていったエピソードとともに、その後もライブでのレパートリーとして取り上げられている。

## パッケージ、アートワーク
この頃は宣伝費もないに等しかったため、ジャケットにはニューヨークのホテルで小杉が撮影したスナップ写真が使われている。裏面には歌詞の他、『GO AHEAD!』のアルバム紹介と当時の“山下達郎ファン・クラブの御案内”が掲載されている。

## 収録曲

### SIDE A
1. LET'S DANCE BABY（レッツ・ダンス・ベイビー）  –  (4:09)
  - 吉岡治 作詞 ⁄ 山下達郎 作曲・編曲
  - ©1978 JUN & KEI MUSIC PUBLISHERS, INC.

### SIDE B
1. BOMBER（ボンバー）  –  (5:54)
  - 吉田美奈子 作詞 ⁄ 山下達郎 作曲・編曲
  - ©1978 FUJIPACIFIC MUSIC INC.

## レコーディング
| 山下達郎 :                                      | - Electric Guitar (Left), Percussion, Bang! - & Background Vocals |
| 上原“YUKARI”裕 : Drums & Percussion             |                                                                   |
| 田中章弘 : Bass & Percussion                    |                                                                   |
| 椎名和夫 : Electric Guitar (Right) & Percussion |                                                                   |
| 難波弘之 : Keyboards & Percussion               |                                                                   |
| 岡崎資夫 : Alto Sax Solo                        |                                                                   |
| 吉田美奈子 : Background Vocals                  |                                                                   |
| 小杉理宇造 : Background Vocals                  |                                                                   |
|                                                 |                                                                   |
| 吉田保 : Recording & Mixing Engineer            |                                                                   |

## クレジット
- 担当ディレクター : 小杉理宇造

## リリース日一覧
| 地域 | タイトル                                                          | リリース日    | レーベル  | 規格               | 品番    | 備考                                                                               |
| ---- | ----------------------------------------------------------------- | ------------- | --------- | ------------------ | ------- | ---------------------------------------------------------------------------------- |
| 日本 | LET'S DANCE BABY（レッツ・ダンス・ベイビー） / BOMBER（ボンバー） | 1979年1月25日 | RCA ⁄ RVC | 7"シングルレコード | RVS-543 | ジャケット写真は、小杉理宇造が撮影したニューヨークのホテルでのスナップ写真を使用。 |

## 収録アルバム
| # | タイトル                            | リリース日     | レーベル                  | 規格        | 品番                                                  | 備考                                            |
| - | ----------------------------------- | -------------- | ------------------------- | ----------- | ----------------------------------------------------- | ----------------------------------------------- |
| 1 | GO AHEAD!                           | 1978年12月20日 | RCA ⁄ RVC                 | LP          | RVL-8037                                              |                                                 |
| 1 | GO AHEAD!                           | 1978年12月20日 | RCA ⁄ RVC                 | CT          | RCJ-1602                                              | - カセット同時発売 - アナログLPと同内容         |
| 2 | COME ALONG                          | 1980年3月21日  | AIR / RVC                 | CT          | ART-8003                                              | - コンピレーション・アルバム - カセットのみ発売 |
| 3 | GREATEST HITS! OF TATSURO YAMASHITA | 1982年7月21日  | AIR ⁄ RVC                 | LP          | RAL-8803                                              | ベスト・アルバム                                |
| 3 | GREATEST HITS! OF TATSURO YAMASHITA | 1982年7月21日  | AIR ⁄ RVC                 | CT          | RAT-8803                                              | - カセット同時発売 - アナログLPと同内容         |
| 4 | OPUS 〜ALL TIME BEST 1975-2012〜    | 2012年9月26日  | MOON / WARNER MUSIC JAPAN | - 4CD - 3CD | - WPCL-11201/4【初回限定盤】 - WPCL-11205/7【通常盤】 | オールタイム・ベスト                            |